# Rejon Kara-Kułdża
Rejon Kara-Kułdża (kirg. Кара-Кулжа району; ros. Кара-Кулжинский район) – rejon w Kirgistanie w obwodzie oszyńskim. W 2009 roku liczył 87 691 mieszkańców (z czego 99,9% stanowili Kirgizi) i obejmował 13 792 gospodarstw domowych. Siedzibą administracyjną rejonu jest Kara-Kułdża.